# Скоростная железная дорога Баоцзи — Ланьчжоу
Скоростная железная дорога Баоцзи — Ланьчжоу (кит. 宝兰客运专线) длиной 401 км соединяет столицу провинции Ганьсу город Ланьчжоу с городом Баоцзи в провинции Шэньси. В дальнейшем дорога станет частью Высокоскоростной пассажирской линией Сюйчжоу — Ланьчжоу. Секция Чжэнчжоу — Сиань и Сиань — Баоцзи сданы в эксплуатацию. К концу 2013 года ожидается пуск Скоростной железной дороги Ланьчжоу — Урумчи. Данная секция будет завершающей и откроет возможность прямого высокоскоростного движения от Сюйчжоу (а также Пекина и Шанхая) до Урумчи.
Строительство дороги началось в первой половине 2011 года, пуск по предварительным данным ожидается в 2017 году. Дорога проходит через горы и является трудной и дорогостоящей, 92 % трассы будут занимать мосты и туннели.
Дорога рассчитана на скорость движения 250 км/час. Инвестиции составляют примерно 64 миллиардов юаней. Путь будет сокращен до 90 минут вместо прежних пяти часов.

## Остановки
1. Баоцзи — Южный (кит. 宝鸡南站)
2. Дунча (кит. 东岔站)
3. Тяньшуй — Южный (кит. 天水南站)
4. Циньань (кит. 秦安站)
5. Тунвэй (кит. 通渭站)
6. Динси — Южный (кит. 定西南站)
7. Ючжун (кит. 榆中站)
8. Ланьчжоу — Западный (кит. 兰州西站)